# هنري زيغلر
هنري زيغلر (بالفرنسية: Henri Ziegler) (و. 1906 – 1998 م) هو مهندس فضاء جوي، ومهندس من فرنسا. ولد في ليموج.
توفي في باريس، عن عمر يناهز 92 عاماً.

## التعليم
تعلم في المدرسة المتعددة التكنولوجية بفرنسا، وكلية ستانيسلاس في باريس، وÉcole nationale supérieure de l'aéronautique et de l'espace ‏.

## جوائز
حصل على جوائز منها:
- الضابط الأكبر من وسام جوقة الشرف
- ميدالية المقاومة [الإنجليزية]‏
- نيشان الاستحقاق الفيلقي من رتبة ضابط
- صليب الحرب 1939-1945 (فرنسا)
- وسام الاستحقاق الأمريكي برتبة فيلق.